# Flo Steinberg
Florence Steinberg, plus connue sous le nom de Flo Steinberg, est une personnalité du monde des comics, née le 17 mars 1939 à Boston et morte le 23 juillet 2017 à New York, d'abord secrétaire de direction de Stan Lee dans les années 1960 puis éditrice du comics Big Apple Comix qui est souvent considéré comme le premier comics faisant le pont entre les comics underground et les comics indépendants.

## Biographie
Flo Steinberg travaille d'abord chez Marvel Comics où elle est la seule employée avec Stan Lee au début des années 1960. Quand les comics Marvel connaissent le succès à partir de 1962, son rôle se renforce puisqu'elle est chargée des relations avec la Comics Code Authority, celles avec les auteurs et avec les fans, de plus en plus nombreux. En 1968, elle démissionne car Martin Goodman lui refuse une augmentation de 5$. Elle quitte alors New-York pour San Francisco car depuis sa rencontre avec Trina Robbins elle est attirée par l'effervescence du monde des comics underground. Elle revient ensuite à New York où elle travaille pour Warren Publishing. En septembre 1975, elle décide de proposer un comics dans lequel des auteurs grands publics et d'autres venus de l'underground proposent des histoires pour adultes. Parmi les artistes on trouve les noms d'Al Williamson, Wally Wood, Art Spiegelman, Neal Adams, Archie Goodwin, Dennis O'Neil, Herb Trimpe. Dans les années 1990, elle revient chez Marvel. Elle meurt le 23 juillet 2017,.